# Nick Evans
Nicholas "Nick" Evans (n. ianuarie 1947 în Newport, Monmouthshire, Țara Galilor) este un trombonist de jazz și rock progresiv.
Fost membru al formațiilor Soft Machine și Brotherhood of Breath.